# Monroe (Carolina do Norte)
Monroe é uma cidade localizada no estado norte-americano de Carolina do Norte, no Condado de Union.

## Demografia
Segundo o censo norte-americano de 2000, a sua população era de 26.228 habitantes.
Em 2006, foi estimada uma população de 30.871, um aumento de 4643 (17.7%).

## Geografia
De acordo com o United States Census Bureau tem uma área de
64,3 km², dos quais 63,6 km² cobertos por terra e 0,7 km² cobertos por água. Monroe localiza-se a aproximadamente 187 m acima do nível do mar.

## Localidades na vizinhança
O diagrama seguinte representa as localidades num raio de 16 km ao redor de Monroe.